# Salvia Maru (Schiff, 2020)
Die Salvia Maru (さるびあ丸; auch Sarubia Maru geschrieben) ist ein 2020 in Dienst gestelltes Passagierschiff der japanischen Reederei Tokai Kisen. Sie steht auf der Strecke von Tokio nach Izu-Ōshima und Kōzu-shima im Einsatz.

## Geschichte
Die Salvia Maru wurde am 29. Januar 2019 unter der Baunummer 1216 in der Werft von Mitsubishi Heavy Industries in Shimonoseki auf Kiel gelegt und lief am 27. November 2019 vom Stapel. Nach ihrer Ablieferung an Tokai Kisen am 5. Juni 2020 nahm sie am 25. Juni 2020 den Liniendienst von Tokio zu den Inseln Izu-Ōshima und Kōzu-shima auf. Sie ersetzte hierbei ihre gleichnamige Vorgängerin von 1992, die anschließend nach Bangladesch verkauft wurde.
Neben ihrer normalen Route nach Izu-Ōshima und Kōzu-shima wird die Salvia Maru seit 2021 gelegentlich auch als Ersatzschiff für die zur Tochtergesellschaft Ogasawara Kaiun gehörende Ogasawara Maru nach Chichi-jima eingesetzt, wenn sich diese in der Werft befindet. Denselben Dienst verrichtet sie bei Ausfällen auf der Strecke von Tokio nach Miyake-jima, Mikura-jima und Hachijō-jima für ihre Flottenschwester Tachibana Maru.
Die Salvia Maru ist ein reines Passagier- und Frachtschiff, wodurch sie anders als bei Fähren keine Fahrzeuge befördert. Die insgesamt bis zu 1343 Passagiere an Bord sind in verschiedenen Kabinenkategorien untergebracht, die von Schlafsälen im japanischen Stil über Mehrbettkabinen mit Stockbetten bis hin zu Privatkabinen reichen. Zudem gibt es auf dem Schiff Bereiche mit Ruhesesseln. Zur weiteren Ausstattung der Salvia Maru gehören ein Restaurant, ein Informationsbüro, ein Raucherraum, Duschräume und mehrere Verkaufsautomaten mit Snacks und Getränken. Haustiere können in einem eigenen Bereich untergebracht werden.